# Dendroctonus micans
Dendroctonus micans, también conocido como escarabajo descortezador del abeto, es una especie de escarabajo descortezador nativo de los bosques de coníferas de Europa y Asia. Los escarabajos de esta especie excavan en la corteza de los abetos y ponen huevos que se convierten en larvas. Estas a su vez se alimentan de las capas leñosas debajo de la corteza.

## Descripción
Los huevos del gran escarabajo descortezador del abeto son lisos, blancos y translúcidos, y se ponen en lotes de cien o más. Las larvas no tienen patas y tienen forma de "C", son blancas con cabezas más oscuras. Miden unos 5 mm (0,2 pulgadas) de largo cuando están maduros. Las pupas son blancas, con patas y alas separadas del cuerpo. Los adultos miden entre 6 y 9 mm (0,24 y 0,35 pulgadas) de largo y presentan una forma cilíndrica y son de color marrón oscuro. Las extremidades y las antenas son de color marrón amarillento, la cabeza es visible cuando se ve desde arriba.

## Distribución
Se encuentra en los bosques de coníferas de Europa y Asia. No está claro dónde se originó ni en qué países es endémica, pero ha ido expandiendo constantemente su área de distribución hacia el oeste de Europa en los últimos cien años, con la ayuda del transporte de troncos sin procesar. Está presente en la mayor parte del norte, este y centro de Europa y ha llegado a Bélgica y Francia, y se detectó por primera vez en el Reino Unido en 1982. En Asia, está presente en Hokkaidō, Japón, y en las provincias chinas de Heilongjiang, Liaoning, Qinghai y Sichuan. Se ha introducido en Turquía y Georgia, en los cuales es invasivo.